# Santa María de Trassierra
Santa María de Trassierra es una barriada del municipio español de Córdoba, de cuya capital dista unos 15 kilómetros en dirección noroeste. Se enclava en plena Sierra Morena, destacando por sus valores medioambientales.
Con 1.200 habitantes durante todo el año y casi 20.000 en verano debido a que el número de "segundas viviendas" es muy elevado en la zona.
Es la tierra natal de Beatriz Enríquez de Arana, amante de Cristóbal Colón y madre de su hijo Fernando Colón.
Aquí fue párroco Luis de Góngora y Argote, poeta y dramaturgo español del Siglo de Oro, máximo exponente de la corriente literaria conocida como Culteranismo o Gongorismo. La iglesia parroquial es una antigua mezquita almorávide del siglo XII convertida en templo católico, con la misma advocación que el nombre de este barrio de Córdoba capital. 
Se trata de una parte del Bajo Guadiato, donde el río se encajona entre montañas de tupida vegetación de encinas, alcornoques, pastizales y matorrales. Zona muy concurrida por visitantes ocasionales, por familias para pasar un día de campo.
Muy concurrido los fines de semana por senderistas y deportes al aire libre, ya que cuenta con varias rutas y sitios con encanto, tanto en el plano natural (Baños de Popea, Cuevas, salto de agua del arroyo Bejarano) como en el arquitectónico, pues cuenta con numerosos yacimientos, tanto de la civilización romana, como árabe (torres, fuentes, molinos, puentes, etc). También se puede visitar a escasos metros de la iglesia un pozo de nieve muy bien conservado, que fue construido en el año 1823, promovido por un particular, Juan Rubio, que aparentemente llegó a monopolizar el comercio de la nieve en Córdoba en la época.
Colindante con otros núcleos o comunidades de vecinos, como son las urbanizaciones de Campoalegre, El salado o Llanos de Arjona. Lo que lleva a que en periodo estival, vea multiplicada su población.

## Monumentos y lugares de interés
- Arroyo del Molino.
- Fuente del Elefante; aunque la original se encuentra en el Palacio Episcopal de Córdoba.
- Baños de Popea.
- Arroyo del Bejarano.
- Río Guadiato.